# Pelargonium ribifolium
Pelargonium ribifolium és una espècie herbàcia perenne de la família de les graniàcies. Aquesta vistosa i perfumada Pelargonium portarà alegria a qualsevol jardí fragant. Pelargonium deriva el seu nom per la semblança de la forma de la fruita al pic d'una cigonya (Pelargos en grec). El nom específic ribifolium significa "la passa de fulla", es refereix a Ribes, un gènere que inclou les panses de Corint de l'hemisferi nord i es col·loca en la família Grossulariaceae. El pelargonium possiblement va ser establert a Europa a finals del segle xviii com a planta de jardí. El botànic holandès Nikolaus Joseph Freiherr von Jacquin el va descriure en 1794 a partir de plantes que creixen al jardí de Schönbrunn a Viena. La descripció de la planta va ser acompanyada per un excel·lent gravat acolorit. Herbari del Museu d'Història Natural de Viena, que alberga la col·lecció assecada de Jacquin, conté un exemplar d'herbari de Pelargonium ribifolium amb el nom inscrit en la lletra de Jacquin. Això es considera la mostra sobre la qual es basa la seva descripció de l'espècie.

## Morfologia
És un arbre de fulla perenne que pot tenir també un port arbustiu molt ramificat. Té un hàbit de creixement erecte, fins a 2 m d'alçada i 1 m de diàmetre. Les tiges són suaus i herbàcies quan són joves. La base de la tija és llenyosa i densament coberta de pèls verds glandulars. Les fulles són aromàtiques amb tres lòbuls i els marges dentats, amb nombrosos pèls glandulars, i són dures al tacte. Sovint són enganxoses. Les flors, de 20 mm de diàmetre, són de color blanc amb taques vermelles en els dos pètals superiors. Els tres pètals anteriors també són ocasionalment marcats. Les flors apareixen a intervals irregulars durant tot l'any, però té un període màxim de setembre a novembre. Aquesta espècie es pot confondre fàcilment amb Pelargonium scabrum, però les fulles de P. ribifolium són més rodones, i P. scabrum té flors de color rosa. La llavor s'adapta a la dispersió pel vent; és lleuger de pes i té un plomall en espiral. Quan les llavors s'enterren i no hi ha prou aigua al sòl, la cua actua com un trepant, torçant i penetrant la llavor dins de terra perquè s'hi pugui ancorar a terra i evitar ser impactada, o portada pels animals que es mouen.

## Ecologia
Pelargonium ribifolium és una espècie nativa de Sud-àfrica on hi té un ampli rang de distribució. Prefereix hàbitats bastant humits, i això explica el seu patró de distribució a les regions muntanyoses que experimenten majors precipitacions que les zones més baixes. Es troba sovint en els marges dels corrents d'aigua dolça. Creix al sol directe, però és tolerant a l'ombra i es troba en zones d'ombra parcialment o totalment també. El sòl és generalment àcid i sorrenc, sovint amb una quantitat considerable de matèria orgànica.

## Usos
És gairebé impossible establir una pauta o patró de creixement comú per a tots els Pelargoniums, ja que cada espècie té les seves particularitats. Aquest en concret prefereix les zones o les part més humides del jardí. A Sud-àfrica, al Cap Occidental el millor moment per a plantar és durant els mesos de pluja per permetre que les plantes s'estableixin abans de les èpoques càlides i seques de l'estiu. Aquesta planta s'adapta fàcilment a un lloc assolellat, semi-ombra o ombra al seu jardí. L'arbust requereix reg regular per mantenir el creixement òptim. La poda de les plantes després que el període de floració els mantindrà neta i vigorosa. Si estan sans, les branques podades es poden utilitzar per esqueixos. El pH del sòl hauria de ser neutre o lleugerament baix, encara que no seria un factor gaire important.
Les llavors o esqueixos poden ser utilitzats per a la propagació. Es poden prendre esqueixos d'unes mides d'uns 100 a 150 mm de llarg durant pràcticament tot l'any mentre la planta estigui sana i vigorosa. És bo seleccionar aquelles tiges semi-joves o quasi madurar i hauria d'estar lliure de malalties i plagues. Eliminar alguna flor si fos el cas. L'ús d'algun adob acceleraria el creixement.